# Frittenden
Frittenden est une paroisse civile et un village du Kent, en Angleterre.